# Guido Joseph Kern

Zwei Ackerpferde im Geschirr; Farbradierung

Felix Hubert Guido Joseph Kern (* 17. Februar 1878 in Aachen; † 15. Januar 1953 in Füssen) war ein deutscher Kunsthistoriker, Maler, Graphiker, Kunsthändler und ab 1937 Sonderbeauftragter des Führers und Reichskanzlers bei der Umgestaltung der deutschen Museen neuerer Kunst, verantwortlich für die „Säuberung“ der Museen in der Kommission der Reichskammer der bildenden Künste.

## Leben
Kerns Vater Albert Kern war ein Aachener Kratzenfabrikant, seine Mutter war Maria Kern, geborene von Willibald vom Ammersee. Guido Joseph Kern verbrachte einen Großteil seiner Jugend in der Gegend des Ammersees. Seine Reifeprüfung legte er am damaligen Kaiser-Wilhelms-Gymnasium in Montabaur ab. Er studierte ab 1899 Kunstgeschichte in München, Leipzig und Berlin. 1904 wurde er an der Universität Leipzig zum Thema: „Die Grundzüge der linear-perspektivischen Darstellung in der Kunst der Gebrüder van Eyck“ promoviert.
Neben dem Studium absolvierte er eine künstlerische Ausbildung an der Leipziger Akademie für Graphische Künste, sowie an der Technischen Hochschule Berlin. 1903/04 machte er ein Volontariat am Kupferstichkabinett des Wallraf-Richartz-Museums in Köln. 1904 berief ihn Hugo von Tschudi als wissenschaftlichen Hilfsarbeiter an die Berliner Nationalgalerie. 1908 lernte er die Technik der Radierung bei Hermann Struck. Außerdem arbeitete er in Privatateliers und unternahm ausgedehnte Reisen in zahlreichen europäische Länder und nach Nordafrika.
1909 richtete Kern das Städtische Kunst- und Altertumsmuseum Rostock ein und gab im Auftrag vom Rostocker Kunstverein den „Kunstkatalog der städtischen Kunstsammlung zu Rostock“ heraus. Von 1911 bis 1912 war er als Direktorialassistent am Deutschen Historischen Institut in Florenz tätig. Im Jahr 1913 wurde er an der Berliner Nationalgalerie zum Kustos ernannt. 1915 ließ Kern die um 1890 zu Beginn der Caspar-David-Friedrich-Forschung entstandenen ersten Texte von Andreas Aubert ins Deutsche übersetzen. Der Professorentitel wurde ihm 1917 verliehen. Es handelte sich vermutlich um eine Titularprofessur, die er möglicherweise vom Minister der Preußischen Regierung erhielt. Die genauen Umstände seiner Ernennung lassen sich in den Berliner Archiven nicht ermitteln.
Seine erste Ehefrau, Elisabeth Kleine aus Lippstadt starb 1920 an der Spanischen Grippe und hinterließ drei Kinder, darunter Irmgard Marie Rexroth-Kern (* 7. November 1907, † 1983), die später als Journalistin tätig war.
Kern galt als Experte für Adolph von Menzel und Karl Blechen. Er war als Gutachter der Arbeiten von Blechen tätig, publizierte über ihn und veröffentlichte bereits 1911 das Grundlagenwerk Bilder-und Studiermaterial zur Blechen Monographie. Auch beriet er die Stadt Cottbus beim Aufbau einer eigenen Blechen-Sammlung und organisierte 1921 in Zusammenarbeit mit dem Max Liebermann (1847–1935) eine Blechen-Ausstellung in der Berliner Akademie.
Kern war auch als Kunstberater des Unternehmers Julius Freund tätig und schrieb 1920 zusammen mit dem Kunsthistoriker Kurt Karl Eberlein das Gemälde Kreidefelsen auf Rügen – welches ursprünglich als eine Arbeit von Carl Blechen galt – Caspar David Friedrich zu.

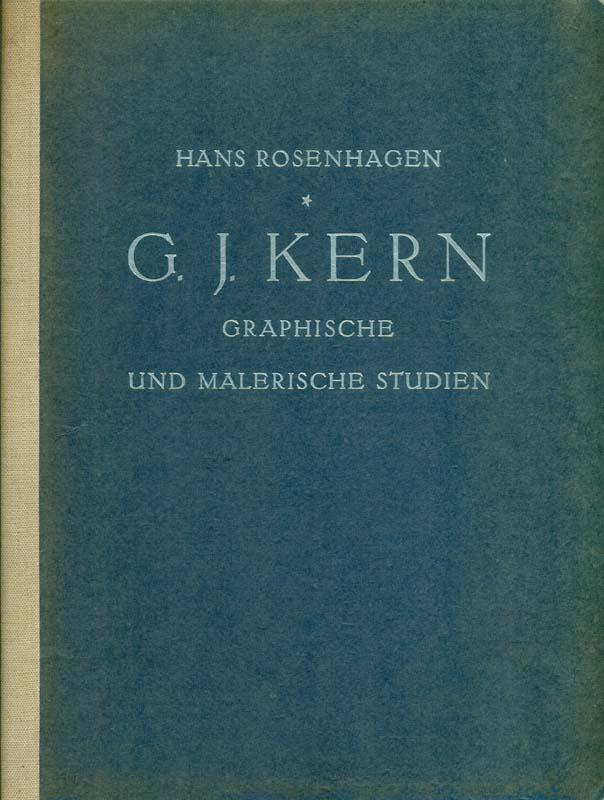
Hans Rosenhagen: G. J. Kern. Graphische und malerische Studien (1922)

1922 heiratete er Franziska, geborene Müller, geschiedene Berrenberg, eine promovierte Historikerin, mit der er später gemeinsame Kunstgeschäfte abwickelte. In den 1920er und 1930er Jahren trat er wiederholt als Kunsthändler in Erscheinung. Er war jedoch im Dritten Reich nicht als Kunsthändler registriert. 1928 war er an einem Betrugsskandal des Kunsthandels beteiligt: Es ging um einen angeblichen Rembrandt, der eine Fälschung war und an dessen geschäftlicher Transaktion – laut dem seinerzeit ermittelnden Kriminalkommissar – Kern „maßgeblich, wenn nicht sogar führend“, beteiligt war.
Wegen ständigen Differenzen ab 1909 mit Ludwig Justi (siehe auch Berliner Museumskrieg), der die Leitung der Berliner Nationalgalerie übernommen hatte und auch den Expressionismus förderte, wurde Kern 1923 aus dem Staatsdienst entlassen. Grund seiner Demission waren andauernde Konflikte, seine ablehnende Haltung gegenüber modernen Tendenzen in der Kunst, die Kern dann auch später als Beteiligter der staatlichen Beschlagnahmekommission während der „Aktion Entartete Kunst“ durch Beschlagnahmungen in Museen entfernte. Außerdem kollidierte seine Tätigkeit als freiberuflicher Gutachter mit der Verpflichtung des wissenschaftlichen Museumspersonals, sich von kommerziellen Gutachtertätigkeiten fernzuhalten.
1942 verkaufte er über seine Frau sechs Gemälde, 14 Zeichnungen und 34 Arbeiten an das geplante Führermuseum, Sonderauftrag Linz. Abgewickelt wurden Verkäufe für das Führermuseum Linz, die angeblich aus der Privatsammlung von Kern stammten, über die Münchener Kunstgalerie von Maria Almas-Dietrich.
Wegen der Luftangriffe auf die Reichshauptstadt Berlin während des Zweiten Weltkrieges, zog Kern zunächst ins bayerische Füssen und dann um 1942 nach Wasserburg am Inn. Nach dem Krieg ließ er sich von seiner Frau scheiden, die 1949 erneute heiratete. Guido Joseph Kern starb 1953 in Wasserburg am Inn.

## Nachlass
Im Zentralinstitut für Kunstgeschichte in München befindet sich ein Erwerb aus dem Jahr 1952/1953. Dort werden mehrere hundert Schwarzweißfotografien zur europäischen Kunstgeschichte von Kern verwahrt.

## Ausstellung
In einer 1928 vom Städtischen Suermondt-Museum in Aachen organisierten Kollektiv-Ausstellung wurde das malerische und graphische Werk von Guido Joseph Kern, das meist Landschaften und Stillleben darstellt und im Impressionismus zu verorten ist, gezeigt. Eines seiner Gemälde in Öl, Sommerabend an der Lippe, befindet sich im Düsseldorfer Museum Kunstpalast.

## Publikationen
- Eine perspektivische Kreiskonstruktion bei Botticelli. In: Jahrbuch der Preußischen Kunstsammlungen, 1905.
- Die Anfänge der zentralperspektivischen Konstruktion in der italienischen Malerei des 14. Jahrhunderts. In: Jahrbuch der Preußischen Kunstsammlungen. 1912.
- Zur Berliner Pieta Böcklins. In: Cicerone. 1909, S. 157.
- Karl Blechen, die Zeit vor der italienischen Reise. In: Monatshefte für Kunstwissenschaft. 2, Heft 9, 1909, S. 432, 454 ff., JSTOR:24493267
- Das Dreifaltigkeitsfresko von Santa Maria Novella (Masaccio). In: Mitteilungen des Kunsthistorischen Instituts in Florenz. 2, 1913.
- Der Mazzaccio des Paolo Uccello. In: Jahrbuch der Preußischen Kunstsammlungen. 36, 1915.
- als Hrsg.: Andreas Aubert: Caspar David Friedrich. Gott, Freiheit, Vaterland. Herausgegeben im Auftrag des Deutschen Vereins für Kunstwissenschaft. Verlag Bruno Cassirer, Berlin 1915.
- Ein Beitrag zur Datierung der Werke von Caspar David Friedrich. In: Kunstchronik. 1923, S. 774 ff.
- Ludwig Richter, 25 Zeichnungen. 1924.
- Hundert Jahre Berliner Kunst. Im Schaffen des Vereins Berliner Künstler. 1929.
- Louis Fiedrich Sachse, der Begründer des Berliner Kunsthandels. In: Zeitschrift des Vereins für die Geschichte Berlins. 1934.
- Karl Blechen in der Kunstsammlung seiner Vaterstadt Cottbus. 1937.
- Die Entstehung des Fluchtpunktes – eine historisch-perspektivische Untersuchung. In: Forschungen und Fortschritte. 13, 1937/38, Nr. 15.
- Das Jahreszeitenmosaik von Sentinum und der Skenografie bei Vitruv. In: Jahrbuch des Archäologischen Instituts des Deutschen Reiches. 53, 1938.